# بيتر موني
بيتر موني (بالإنجليزية: Peter Mooney)‏ (22 مارس 1897 في المملكة المتحدة - ) هو لاعب كرة قدم بريطاني (وحمل سابقاً جنسية المملكة المتحدة لبريطانيا العظمى وأيرلندا) في مركز نصف الجناح. لعب مع نيوكاسل يونايتد.